# Pseudosquilla ciliata
Pseudosquilla ciliata är en kräftdjursart som först beskrevs av J. C. Fabricius 1787.  Pseudosquilla ciliata ingår i släktet Pseudosquilla och familjen Pseudosquillidae. Inga underarter finns listade i Catalogue of Life.